# Lavaca
Lavaca (anglicky Lavaca River) je východotexaská řeka. Pramení na severovýchodě okresu Gonzales a teče na jihojihovýchod, kde se po 185 km vlévá do zátoky Lavaca, která je nejzápadnější součástí zátoky Matagorda v Mexickém zálivu.